# 7039 Yamagata
7039 Yamagata este un asteroid din centura principală de asteroizi.

## Descriere
7039 Yamagata este un asteroid din centura principală de asteroizi. A fost descoperit pe 14 aprilie 1996 la Nanyo de Tomimaru Okuni. El prezintă o orbită caracterizată de o semiaxă mare de 2,40 ua, o excentricitate de 0,15 și o înclinație de 6,6° în raport cu ecliptica.